# شهرستان میدلسکس (ویرجینیا)
شهرستان میدلسکس، ویرجینیا (به انگلیسی: Middlesex County, Virginia) یک سکونتگاه مسکونی در ایالات متحده آمریکا است که در ویرجینیا واقع شده‌است.

## خصوصیات
شهرستان میدلسکس ۵۴۶٫۴۹ کیلومترمربع مساحت دارد.